# 峡湾

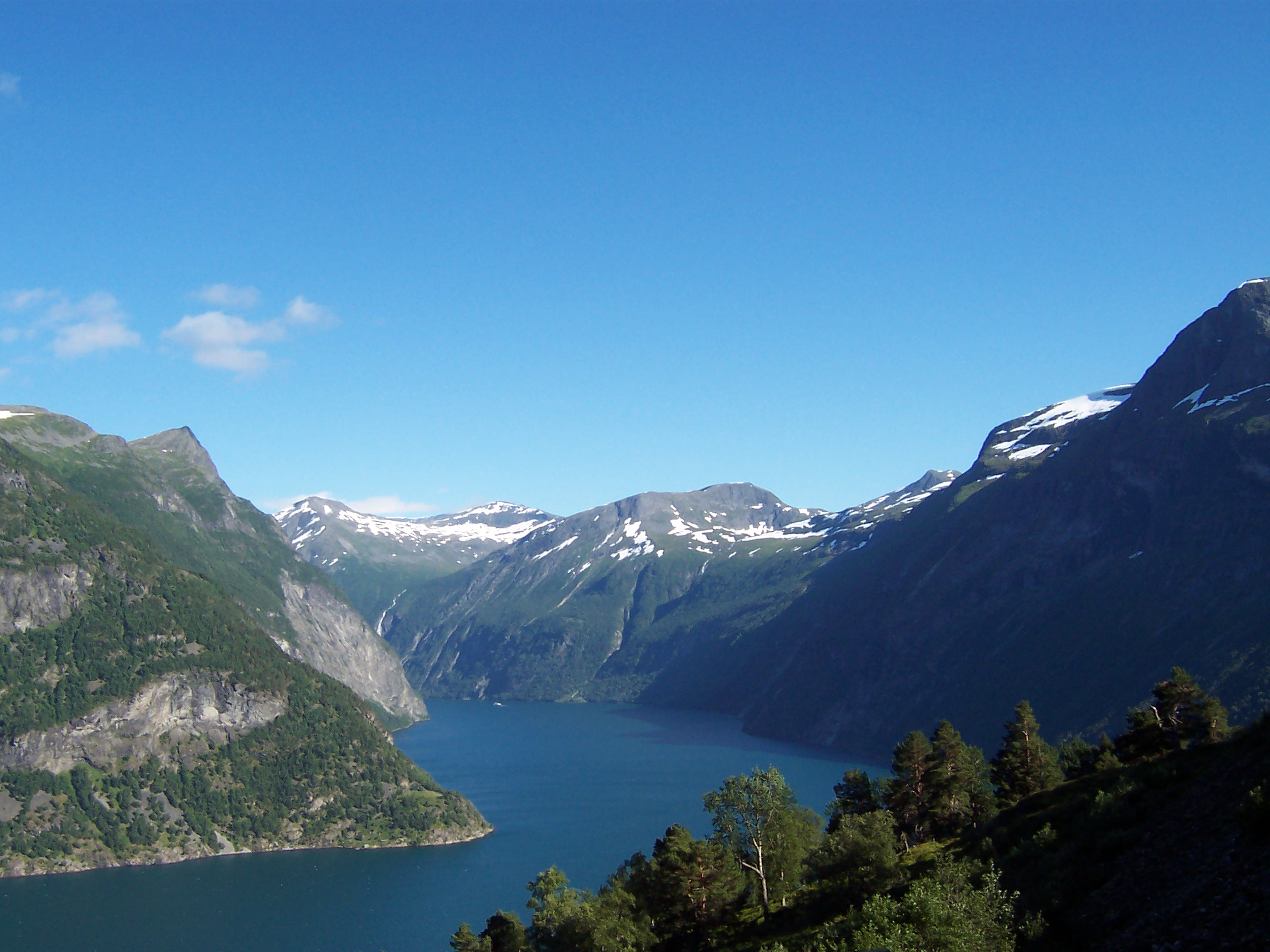
挪威的峽灣

峽灣（挪威語：fjord，發音：[fjuːr] ⓘ）是由於冰川侵蝕河谷所形成的地形。冰川由高山向下滑時，不僅從河谷流入，還將山壁磨蝕，成為峽谷，當這些接近海岸的峽谷被海水倒灌時，便形成峽灣。
峡湾在寒帶地方較為常見，像北歐的挪威便是以峽灣特多而聞名。在不算峽灣的情況下，挪威的海岸線長度將會從現在估計的29,000（18,000英里）降到2,500（1,600英里）。接近大西洋的挪威沿岸，在被冰川形成峽谷後，被大西洋的海水倒灌而成為峽灣。

## 形成

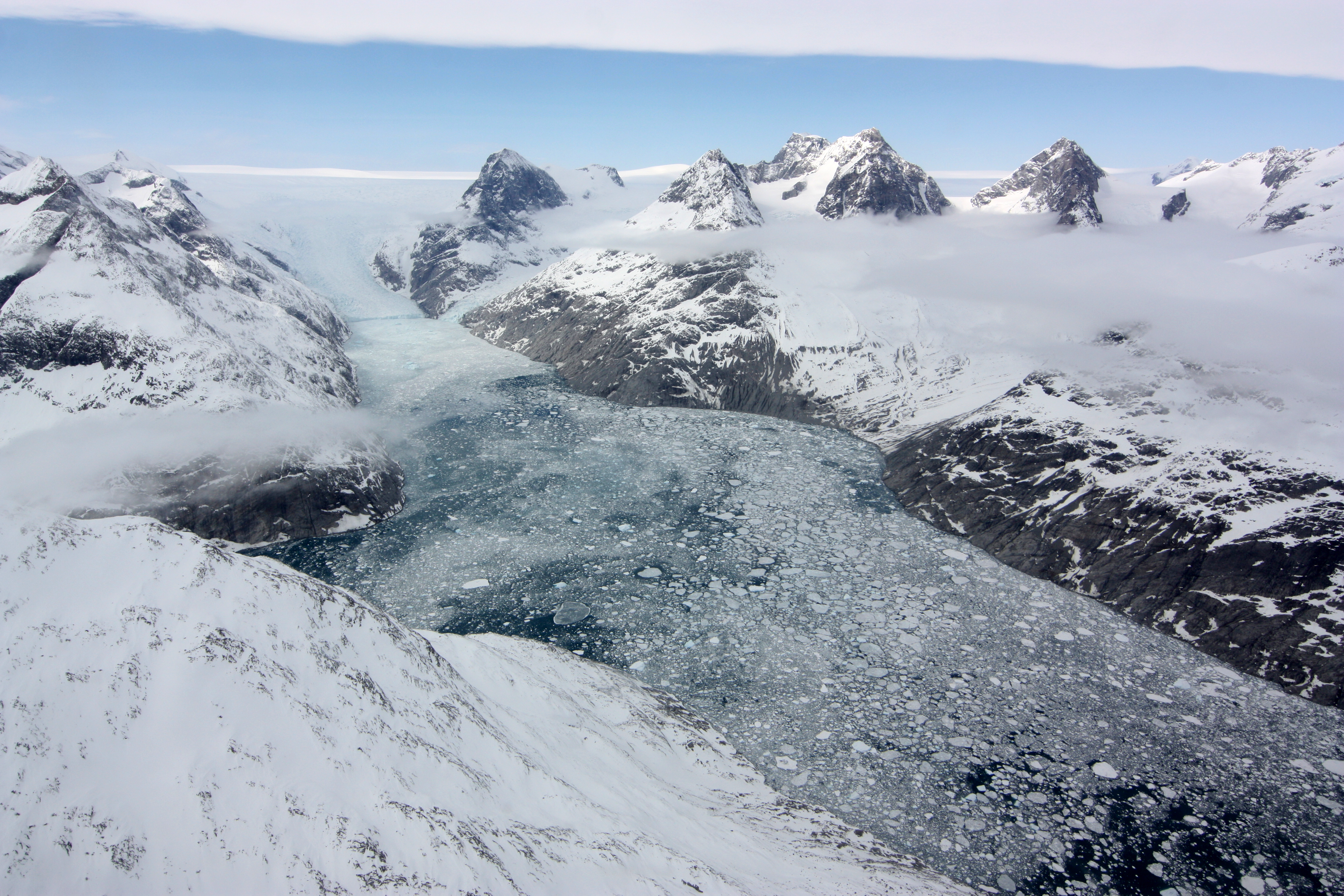
正在穿過峽灣的冰川，位於格陵蘭東部

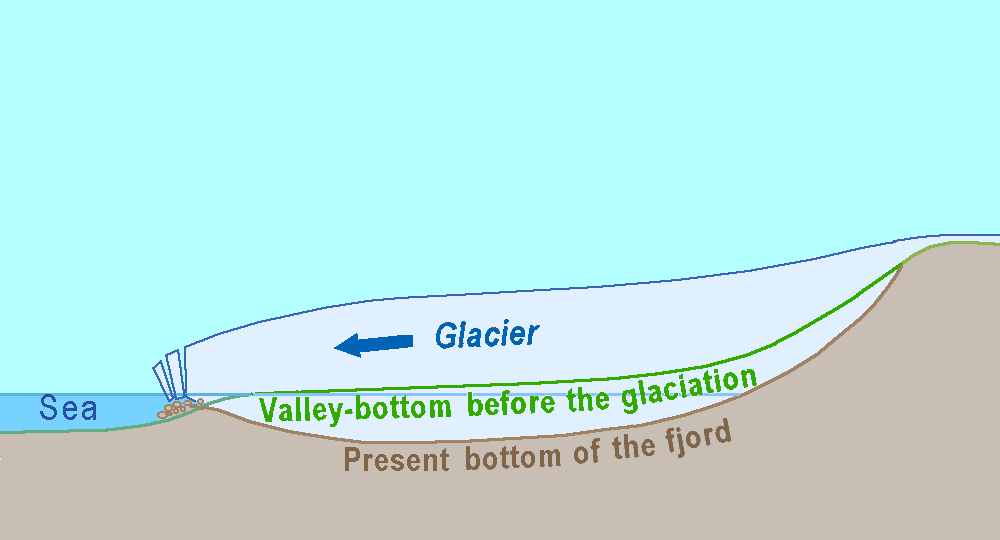
峽灣形成過程

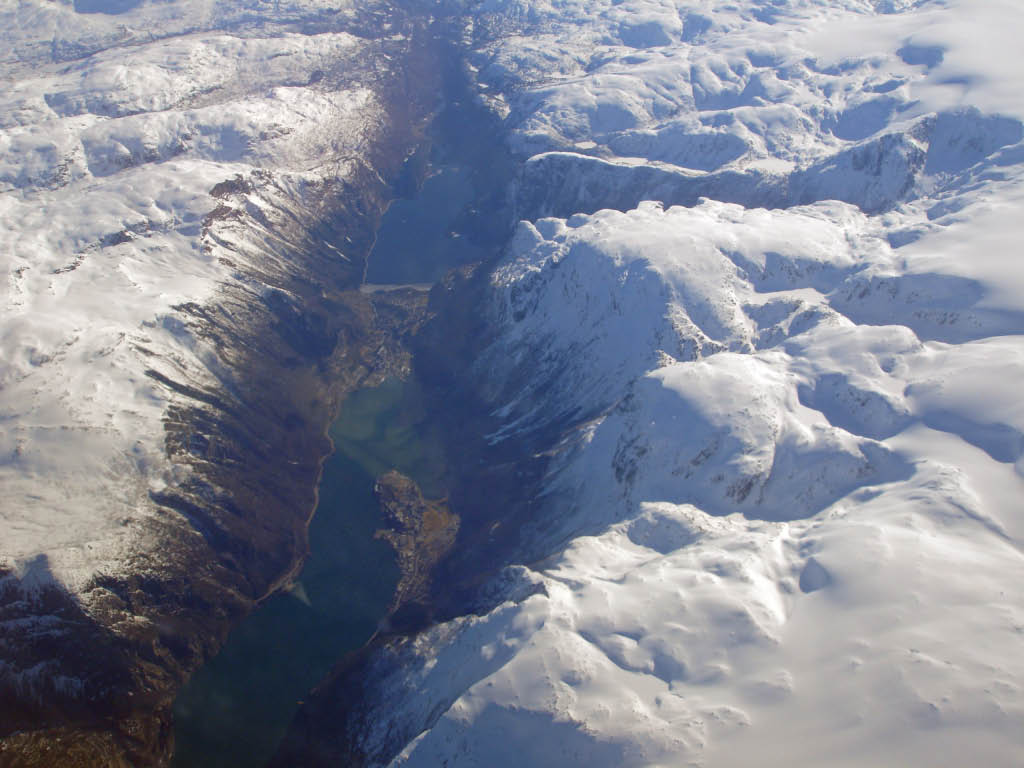
南峽灣 (哈當厄峽灣)風景。Sandvinvatnet和奧達山谷可以看成是峽灣的延續。圖中奧達位於地峽上，右側為福爾格冰川

真正意義上的峽灣是由冰川穿過基岩，形成U型山谷時冰川的分凝作用和磨損作用產生的。 在海水流入山谷後便形成了峽灣。由於冰川的過量下蝕作用，形成的U型山谷會比山谷的深泓線還深。在冰川融化並卸下沈積物時，地殼开始反彈（也就是冰後回彈，是因為地殼均衡的緣故）。有時地殼反彈的速度甚至比海平面上升的速度還快。絕大多數峽灣都比附近的海深［比如說挪威的松恩峽灣，此峽灣最深處低於海平面1,300（4,300英尺） ］。由於冰川侵蝕速度下降，很多峽灣的入海口都會有岩床，岩床會比峽灣高一些。 若岩床高於海平面，則會形成淡水湖。 很多情況下岩床會引起湍流［例如挪威的薩爾特流，一般認為這裡的潮流是世界上最強的］；這也是峽灣和溺灣的不同之處，溺灣（如科托爾灣）是由於海面上升被淹沒的山谷。另外，由於地殼反彈，曾經在海平面以下的斯韋爾維克沙石在冰河期之後升上水面，現在高於峽灣60（200英尺），且幾乎將德拉門峽灣分成兩半。
19世紀時，Jens Esmark提出了有關峽灣形成的理論——他認為峽灣是由冰川形成的，並且在很久以前北歐的絕大部分都位於很厚的冰層以下。 最有力的證據就是峽灣的深度（峽灣一般比附近的海深）和入海口的岩床（岩床的形成與海灣和低地有關；因為冰川在這類地形下會散開，並影響其侵蝕速度）。 約翰·華特·古格里則指出峽灣的形成與地質構造有關，他認為冰川對峽灣的形成影響非常小。後面的研究發現峽灣的形成確實與冰川有關。哈當厄峽灣上加里東褶皺的斷層表明了冰川侵蝕的方向，但是在松恩峽灣的方向和褶皺特徵沒有明顯的關係。 另外，在靈恩的峽灣上也發現了褶皺和峽灣方向的關係。 據推測，在第三紀時（冰河期以前），可能有河流侵蝕了地表並形成了山谷，後來冰川穿過時侵蝕了山谷上的基岩。挪威西部很有可能是這種情況；挪威西部的地形在第三紀時抬升，加大了河流的侵蝕性。
因為冰川在穿過挪威西海岸的時候散開（可能是因為海灣和低地），所以冰川的侵蝕能力降低，並留下了岩床。挪威峽灣Bolstadfjorden的深度為160（520英尺），但是此峽灣的岩床深度僅為1.5（4英尺11英寸）；松恩峽灣的深度為1,300（4,300英尺） ，但是岩床的深度也僅有100至200（330至660英尺）峽灣的分支與主峽灣匯流時會形成最深的峽灣盆地。哈當厄峽灣由幾個盆地組成，盆地之間由岩床隔開；其中最深的盆地為Samlafjorden，位於永達爾和Ålvik之間，此盆地的岩床位於克瓦姆的Vikingneset。

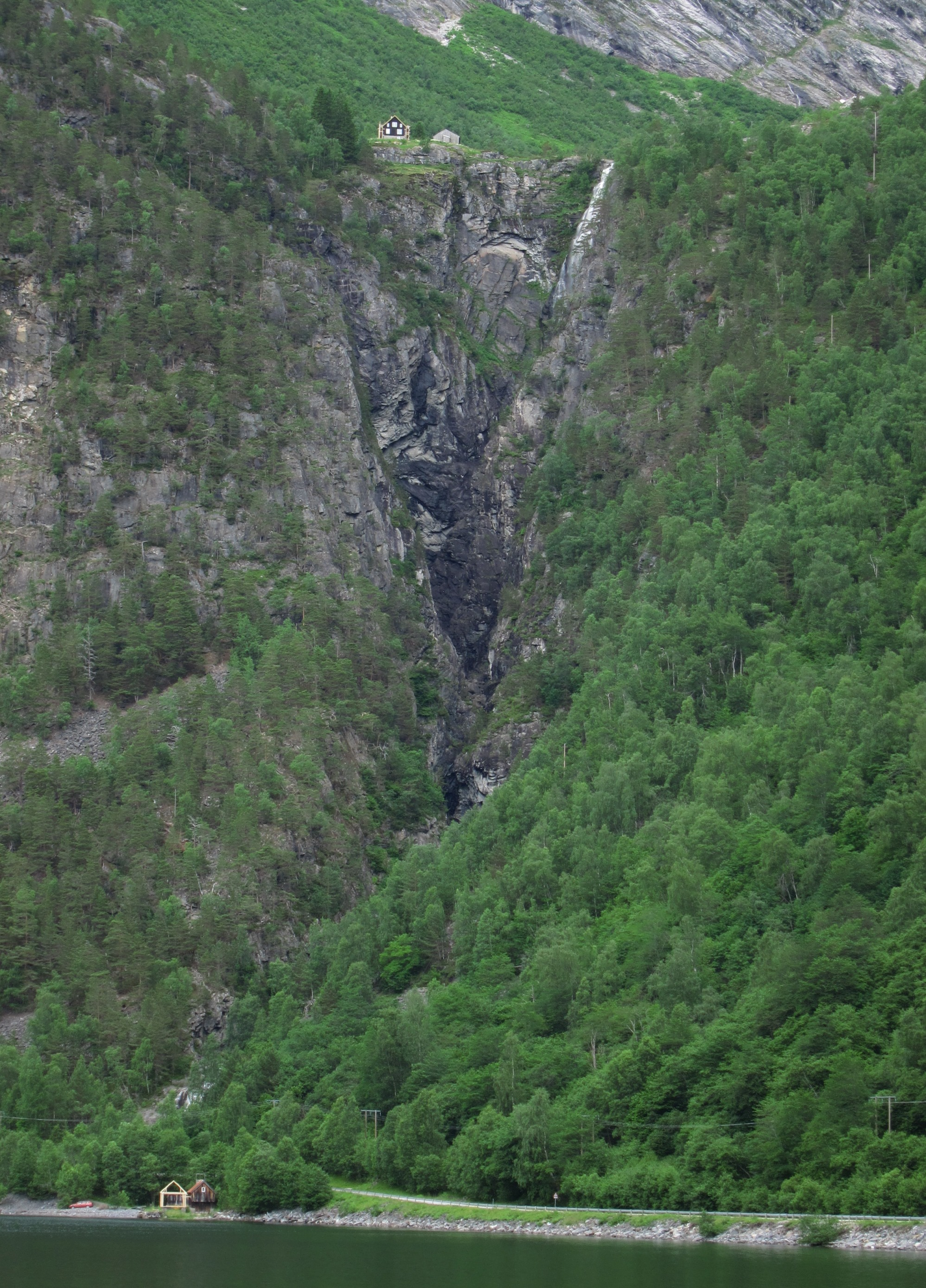
Muldalsfossen瀑布的落差達數百米（從Muldalen懸谷到Tafjorden）

懸谷是比主山谷高的分支山谷，由冰川的分支在撞入另一個體積較大的冰川時形成；由於看似懸掛在峽灣的主山谷上，故名懸谷。懸谷在峽灣和U型山谷中較為常見。 懸谷上經常會形成瀑布。 較小的瀑布可以成為淡水資源。另外，在部份峽灣的水下也有懸谷。松恩峽灣的分支就比主峽灣淺很多。比如說Fjærlandsfjord（為松恩峽灣的分支）和松恩峽灣的匯流點的深度為400（1,300英尺），但是松恩峽灣在匯流點附近的深度達到1,200（3,900英尺）；松恩峽灣的另一條分支Ikjefjorden和松恩峽灣的匯流點深度僅有50（160英尺），但是松恩峽灣在此匯流點附近的深度達到1,300（4,300英尺）。

## 特徵與種類

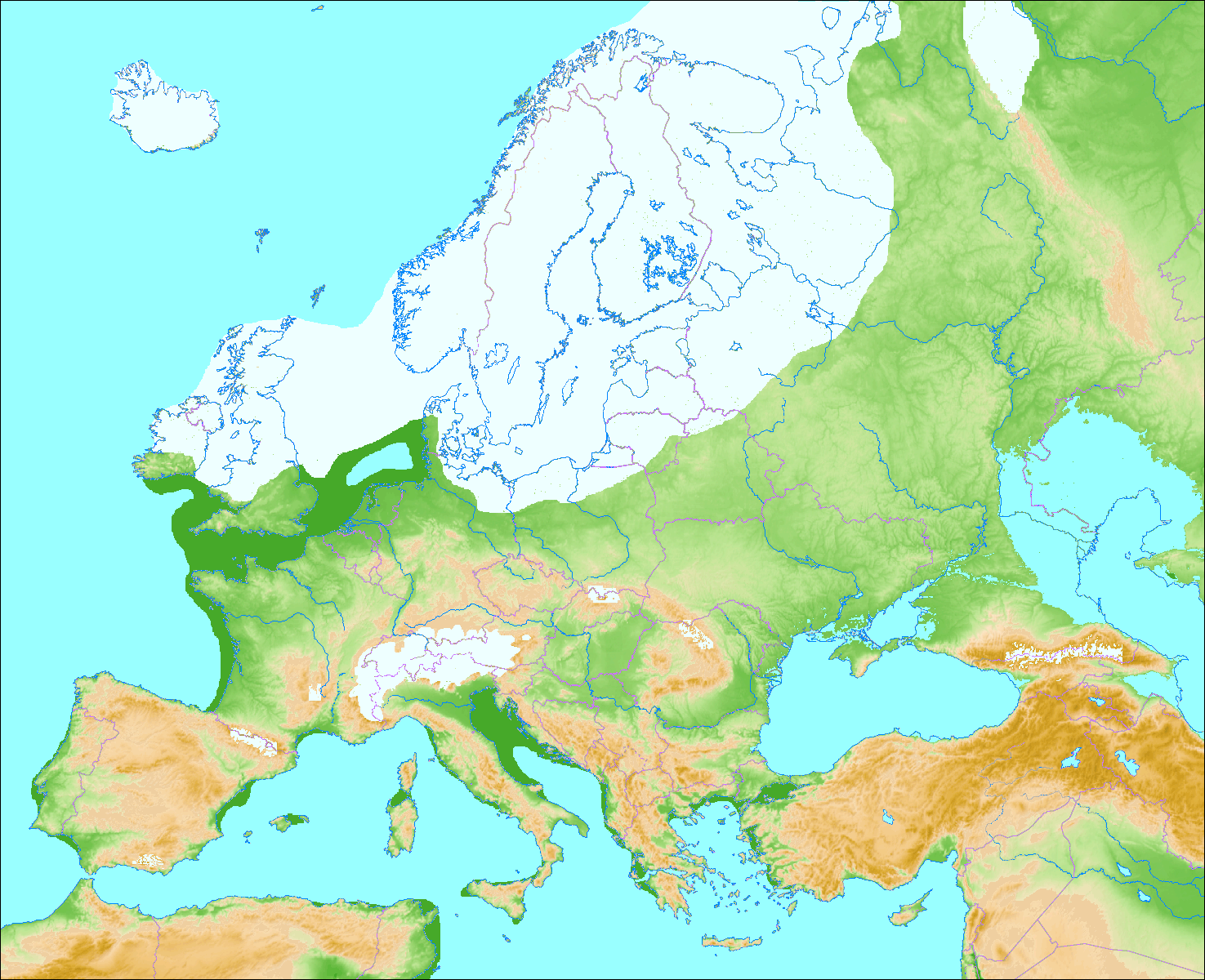
末次冰期冰川在歐洲的分佈

### 水文
冬季時幾乎沒有淡水流入峽灣。由於水面溫度持續下降以及風的緣故，位於水面至水面以下超過100或330英尺的水都較為均勻。在離海較遠的地方還有夏季時流入的淡水，與海邊的鹹水比，淡水的密度較低。冬季時峽灣經常會刮離岸風。離岸風會在水面上形成水流，這些水流會將密度較大的鹹水從海岸邊（穿過峽灣的岩床）帶到峽灣內部。 由於沃斯河流入的淡水會形成鹹淡水並阻擋峽灣深處的空氣流通，位於Bolstadfjorden深處的鹽層幾乎沒有氧氣，水底覆蓋著有機物質。 另外，由於Bolstadfjorden的岩床很淺（僅為1.5（4英尺11英寸）），整個峽灣的潮流非常洶湧。
夏季時有很多淡水流入峽灣，進入峽灣的淡水會與鹹水混合並產生鹹淡水、還會形成水流（因為鹹淡水的水面略高於海洋）。水流會從河流和峽灣的交匯處流向峽灣的入海口；距離入海口越近，水流的鹹度越高。 在表面流底下還有另一個反方向流動的水流，這個水流的鹹度高於表面流。峽灣的深層是平靜的，並且水溫較低（主要是冬季時留下的水），鹹淡水層將其與大氣分開。若峽灣入海口的岩床較淺，峽灣深層的水就很少會與其他水域流通；由於氧氣含量較低，這種環境不適宜魚與其他動物的生存。極端情況下，在表層的淡水結冰時，水下屬於無氧狀態（比如說德拉門峽灣）。
由於冰川河流的緣故，蓋於普訥峽灣（為鬆恩峽灣的分支）受淡水的影響較大；Velfjorden則很少淡水流入。

### 珊瑚礁
2000年，有人在挪威峽灣的水底發現了珊瑚礁。 目前認為珊瑚礁中的海洋生物時挪威海岸成為優良的漁場的重要因素之一。由於發現時間較晚，人們在這方面還沒有太多的研究。這些珊瑚礁是很多物種的棲息地，例如：浮游生物、珊瑚、海葵、鯊魚和其他魚類。很多生物都已適應了深海高水壓與黑暗的環境。
新西蘭的峽灣也是深海珊瑚的棲息地，表面的淡水層使得這類珊瑚可以在淺水區生長。在米爾福德峽灣有水下觀景區，遊客無須潛水便可看到這些珊瑚。

### 礁石
有時，在峽灣入海口附近的冰蝕水道會因為數量眾多且方向各異將岩石海岸分成無數個島嶼；部分島嶼面積較大，但是很多島嶼都是暗礁，面積不大。這些暗礁會對船隻造成一定的影響。這些島嶼就是礁石。

### 其他
若漂浮的冰架擋住峽灣的入海口，峽灣則會變成一種表面為淡水（由於淡水密度較低）、水底為鹹水的湖泊。這種湖泊結冰時會冰下會成為完全隔絕的生態系統。

## 分佈
- 北歐西岸：挪威、冰島、格陵蘭
- 北美洲西岸：阿拉斯加、不列顛哥倫比亞、华盛顿州
- 紐西蘭南島南端
- 智利南岸

### 峽灣之最

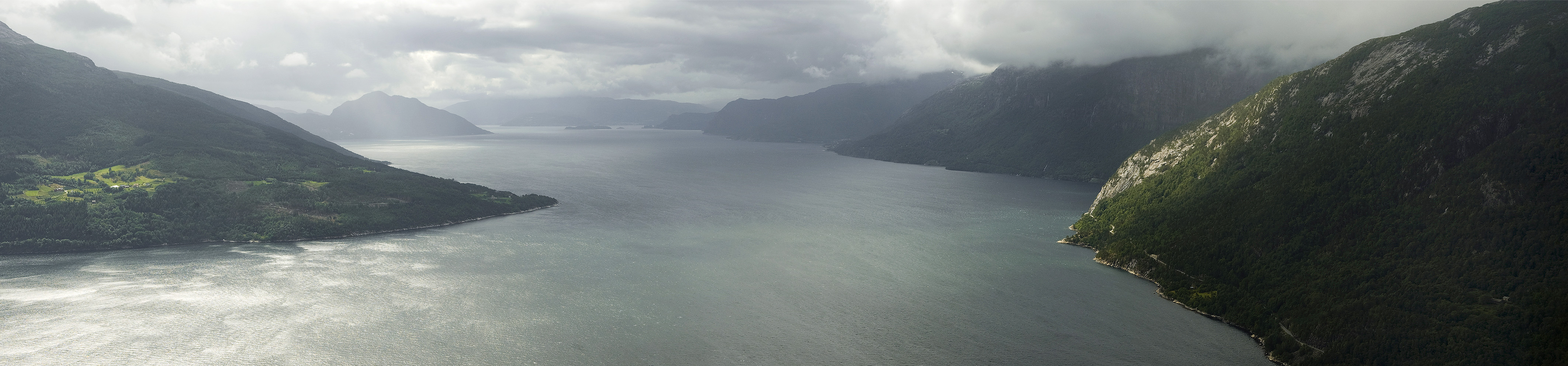
挪威的霍達蘭郡的峽灣

世界上最長的峽灣：
1. 格陵蘭斯科斯比松峽灣—350 km（217 mi）[18][19]
2. 加拿大格里利峽灣（英语：Greely Fiord）
3. 挪威松恩峽灣—204 km（127 mi）[20]
4. 格陵蘭獨立峽灣（英语：Independence Fjord）—200 km（124 mi）
5. 俄羅斯新地島的馬托奇金海峽（峽灣狀海峽）—125 km（78 mi）[21]

最深的峽灣：
1. 南極洲斯凱爾頓灣—1,933米（6,342英尺）
2. 智利梅謝爾海峽（英语：Messier Channel）—1,358米（4,455英尺）[來源請求]
3. 挪威松恩峽灣—1,308米（4,291英尺）[22][20]
4. 智利貝克海峽（英语：Baker Channel）—1,251米（4,104英尺）